# Façade de lumière
 (mai 2016).
Si vous disposez d'ouvrages ou d'articles de référence ou si vous connaissez des sites web de qualité traitant du thème abordé ici, merci de compléter l'article en donnant les références utiles à sa vérifiabilité et en les liant à la section « Notes et références ».
Façade de lumière est une œuvre de Gilbert Moity. C'est l'une des œuvres d'art de la Défense, en France.

## Description
Il s'agit d'une installation lumineuse qui couvre la façade du centre commercial Les Quatre Temps.

## Historique
L'œuvre est installée en 2008.